# مؤتمر الصبيحية
مؤتمر الصبيحية هو مؤتمر دولي عقد في الصبيحية جنوب الكويت عام 1914 بين أمير نجد عبد العزيز آل سعود وبين الدولة العثمانية التي تألف وفدها من طالب باشا النقيب وعضوية كل من عبد اللطيف باشا المنديل وأحمد باشا الصانع وجمال بيك وسامي بيك متصرف الأحساء السابق وهو أخر متصرف لها.
وكان المؤتمر بوساطة الكويت حيث حضر الشيخ جابر المبارك الصباح، ويأتي المؤتمر على خلفية استيلاء الأمير عبد العزيز آل سعود على لواء الأحساء العثماني عام 1913.